# Coronel Fabriciano
Coronel Fabriciano je grad i općina u istočnom Brazilu, u državi Minas Gerais. Status grada je dobio još 1948. godine. Po popisu iz 2010. godine, ova općina ima 103.797 stanovnika na površini od 221.049 km².

## Vanjske poveznice
- Službena stranica  Arhivirana inačica izvorne stranice od 15. siječnja 2010. (Wayback Machine) (port.)

### Ostali projekti
|  | Zajednički poslužitelj ima još gradiva o temi Coronel Fabriciano |